# Szumki
Szumki – wieś w Polsce położona w województwie podlaskim, w powiecie bielskim, w gminie Boćki.
W latach 1975–1998 miejscowość administracyjnie należała do województwa białostockiego.
W miejscowości znajduje się cmentarz wojenny z 1915.
W Szumkach urodził się Ludwik Olszewski.
Wierni kościoła rzymskokatolickiego należą do parafii św. Józefa Oblubieńca w Boćkach.